# Myrmica nearctica
Myrmica nearctica är en myrart som beskrevs av Weber 1939. Myrmica nearctica ingår i släktet rödmyror, och familjen myror. Inga underarter finns listade i Catalogue of Life.

## Bildgalleri

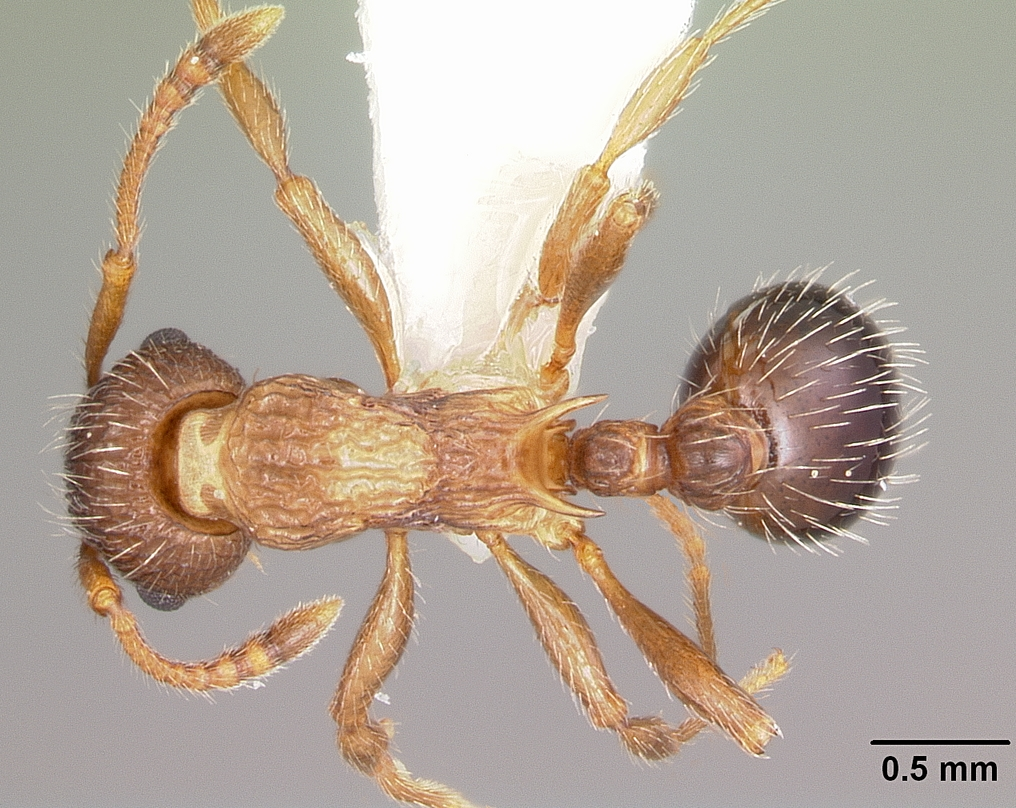
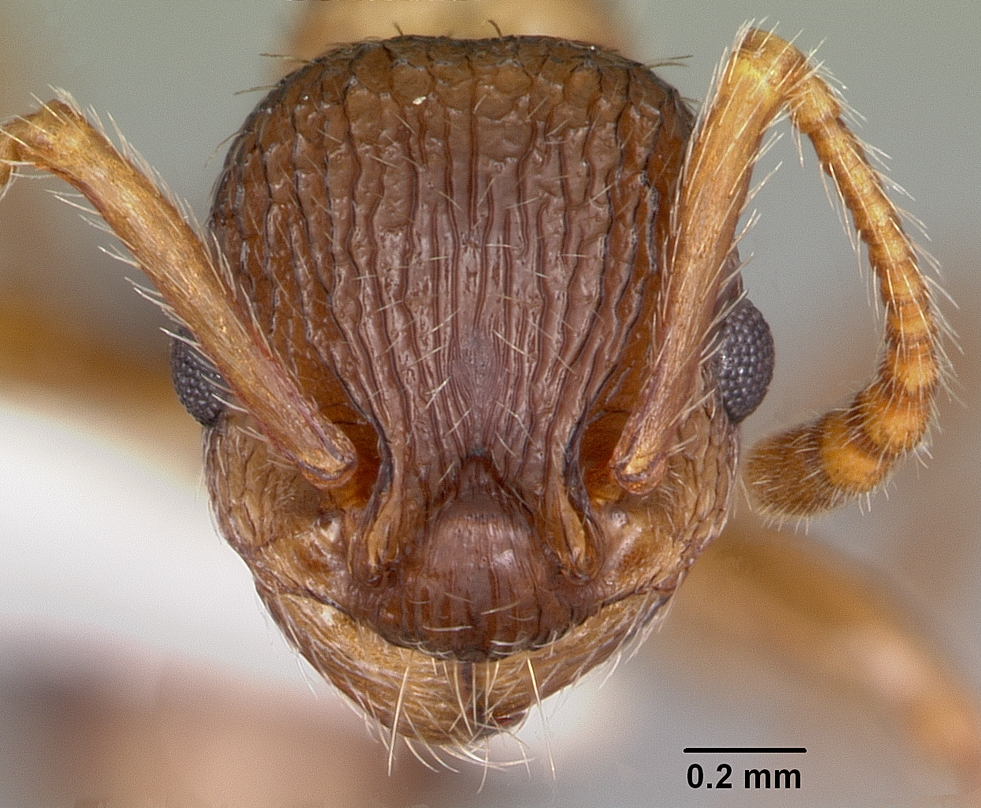
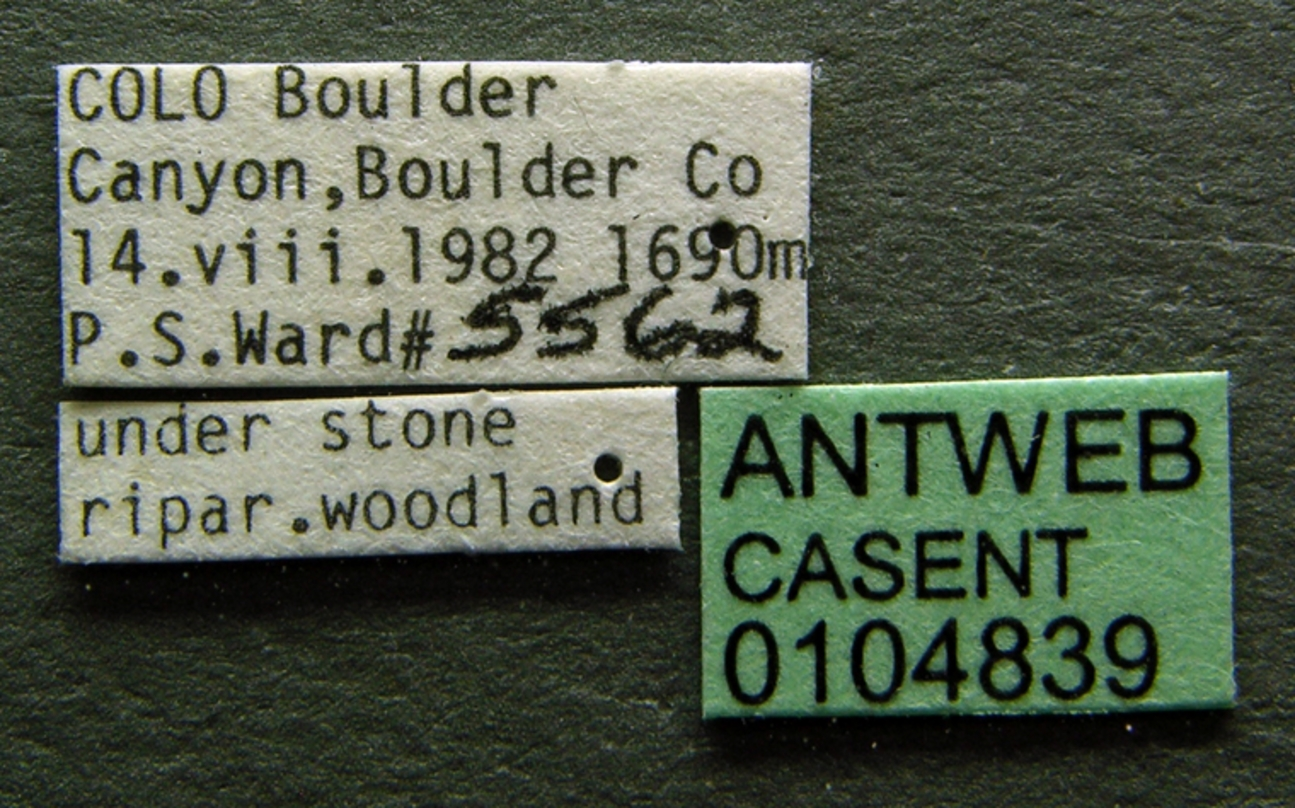
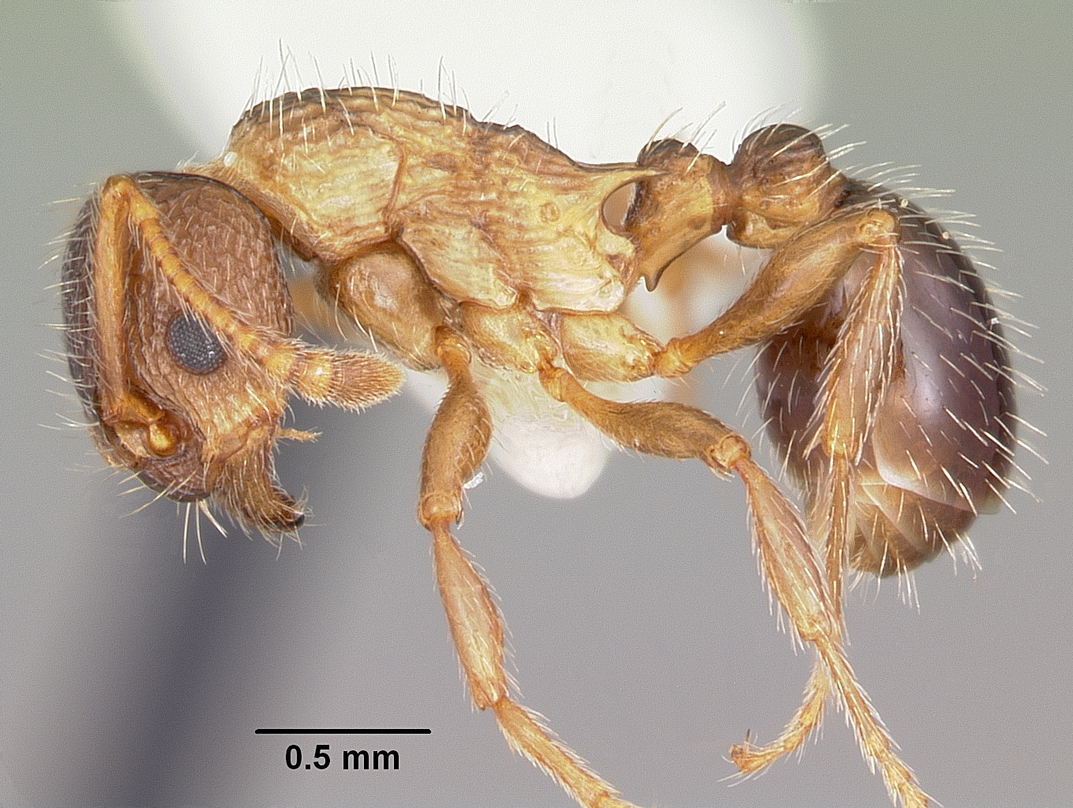